# Дидие Зокора
Але́н Дидие́ Зокора́ Дьоги́ (на френски: Alain Didier Zokora Déguy) е футболист от Кот д'Ивоар, играещ за турския футболен отбор Трабзонспор, както и за националния отбор на родината си.